# Monalysa Alcântara
Monalysa Maria Alcântara Nascimento, (Teresina, 24 de janeiro de 1999) é uma modelo brasileira, vencedora do concurso Miss Brasil 2017.

## Biografia
Monalysa, aos 17 anos, venceu o concurso "Miss Teen Teresina" após ter sido descoberta em uma agência de modelos. Em 2016 a modelo também venceu o concurso de Miss Teen Piauí e no concurso nacional (Miss Teen Brasil) foi a segunda colocada.
Após cinquenta e oito anos de participação no Miss Brasil, uma representante do Piauí obtém a primeira vitória do estado no concurso. Monalysa venceu outras vinte e seis candidatas em um evento realizado em Ilhabela, São Paulo, no dia 19 de agosto de 2017, transmitido pela Rede Bandeirantes. Eleita aos 18 anos, ela é a Miss Brasil mais jovem desde o Miss Brasil 1995. 
Ela representou o Brasil no Miss Universo 2017 em Las Vegas e conseguiu terminar o concurso entre as 10 primeiras colocadas, sendo o melhor resultado de uma candidata brasileira desde o Miss Universo 2013, quando Jakelyne Oliveira chegou entre as cinco finalistas.
Em 2018 ela passou o título de Miss Brasil para a amazonense Mayra Dias.
Em Janeiro de 2023, Monalysa Alcântara se tornou a Coordenadora Estadual do Miss Piauí para a franquia Universo, a qual ganhou, se tornando a primeira mulher a Coordenar o Concurso no Estado desde sua criação.

### Concursos
| Ano  | Concurso           | Representou | Resultado |
| ---- | ------------------ | ----------- | --------- |
| 2016 | Miss Teen Teresina | Teresina    | Indicado  |
| 2016 | Miss Teen Piauí    | Teresina    | Venceu    |
| 2016 | Miss Teen Brasil   | Piauí       | 2º lugar  |
| 2017 | Miss Piauí         | Teresina    | Venceu    |
| 2017 | Miss Brasil        | Piauí       | Venceu    |
| 2017 | Miss Universo      | Brasil      | Top 10    |

### Televisão
| Ano  | Título                    | Papel                           | Notas                 | Ref.   |
| ---- | ------------------------- | ------------------------------- | --------------------- | ------ |
| 2021 | Bake Off Celebridades     | Participante (11.º Lugar)       | 6º Eliminada          | [ 13 ] |
| 2021 | Programa Vem Pra Cá (SBT) | Apresentadora do Quadro de Moda | Quadro: Moda com Mona |        |